# Трайковский, Борис
Бо́рис Тра́йковский (макед. Борис Трајковски, 25 июня 1956, Муртино, Струмица, СФРЮ — 26 февраля 2004, гора Хргуд, неподалёку от Поплата, Босния и Герцеговина) — македонский государственный деятель, президент Республики Македонии с 1999 по 2004 годы.

## Начало карьеры
Родился в селе Муртино возле города Струмица, в семье методистов, в 1980 году окончил юридический факультет Университета Святых Кирилла и Мефодия в Скопье, после чего работал в США, где женился и стал методистским священником.

## Политическая биография
Был одним из активистов партии ВМРО-ДПМНЕ с 1991 года и соратником её лидера Любчо Георгиевского. До 1997 года был руководителем юридической службы строительного предприятия «Слобода» в Скопье. В 1997—1998 годах возглавлял администрацию мэра района Кисела Вода — Скопье, в 1998—1999 гг. (с 21 декабря 1998 года) — заместитель министра иностранных дел в кабинете Любчо Георгиевского. Играл ключевую роль на переговорах, связанных с проблемой размещения албанских беженцев из Косово на территории Македонии.
Был председателем Комиссии внешнеполитических отношений ВМРО-ДПМНЕ, главным политическим советником по внешней политике председателя на ВМРО-ДПМНЕ. После победы ВМРО-ДПМНЕ на парламентских выборах и формирования правительства Георгиевского был выдвинут кандидатом на пост президента от этой партии. 5 декабря 1999 во втором туре президентских выборов был избран президентом Македонии. За него проголосовало около 53 % избирателей, в то время как его соперник Тито Петковский набрал около 47 % голосов. На посту руководителя Македонии Трайковский пробыл до своей смерти в авиакатастрофе в 2004 над Мостаром.

## Гибель
26 февраля 2004 года самолёт президента, который направлялся в Боснию и Герцеговину для участия в международной конференции, разбился около 12:00 мск, упав на склоны горы Хргуд. Авиакатастрофа произошла в горной местности в Герцеговине (юго-восточная часть государства Босния и Герцеговина), близ города Столац к востоку от Дубровника. Кроме президента Македонии, в самолёте находились несколько сотрудников его администрации. Все находившиеся на борту погибли. Так как тело Трайковского, как и большей части погибших, обгорело, то была проведена генетическая экспертиза, установившая принадлежность тела президенту. Тело было привезено в Македонию на американском транспортном самолёте С-130 28 февраля 2004 года.
В связи с гибелью Трайковского был объявлен траур в Македонии (три дня) и Боснии и Герцеговине (один день).
Похоронен 5 марта 2004 года на городском кладбище Скопье, на церемонии присутствовал заместитель министра иностранных дел России Сергей Разов.

## Семья
Супруга — Вилма Трайковская, дети — Стефан и Сара.

## Память
В честь президента назван спортивный центр в Скопье, принимавший игры чемпионата Европы по гандболу среди женщин 2008.